# Muro d'ombra
Muro d'ombra è un romanzo di Rodolfo Doni pubblicato nel 1974 e vincitore del Premio selezione Campiello.
È stato tradotto in inglese.
Nel successivo romanzo Giorno segreto Doni riprende temi e personaggi di Muro d'ombra.

## Trama
Marco è un imprenditore, nel settore del materiale didattico e conduce una vita agiata. Mentre si trova in montagna a sciare, con la moglie Clara, con i figli Mario e Maria, con il socio della fabbrica Fulvio e altri amici, Marco ha un brutto incidente al piede sinistro.
Ricoverato, operato, con la prospettiva di un lungo periodo di inabilità, Marco sa di essere stato ferito, allo stesso piede, molti anni prima, durante la guerra. La ferita, allora, era degenerata in un ascesso tubercolare e lo aveva accompagnato durante vari anni, dal 1942 al 1946. Le sofferenze di allora, i ricoveri, erano stati di fatto la guerra di Marco.
Perciò, al momento dell'incidente in montagna, Marco si fa prendere dal panico e tace sui suoi trascorsi, ma li ripercorre, traendo un bilancio tra il passato e il presente.
Il giovane Marco, che aveva persino mentito sull'età per arruolarsi e che dopo l’armistizio dell’8 settembre 1943 si è riarruolato nell’esercito degli Alleati, passa infiniti giorni in ospedale e legge, e scrive anche un diario. Il suo desiderio è di diventare scrittore. Ma, dentro di sé, porta come una lacerazione: cerca la fede, l'Assoluto, e sente, vasto e profondo, il vuoto del Dio che tanto vorrebbe incontrare.
L'uomo che è diventato, nel 1973, ha compiuto una brillante riuscita sociale, arrivando a rilevare l'azienda del suocero, ma la sua vita è un groviglio di errori. E Marco, ancora assetato di spiritualità, non ha saputo (o voluto) rinunciare ad azioni che ora pesano su molte persone e ne condizionano le vite.
La più pesante di queste è stata una storia d'amore con una timida e modestissima dattilografa, dalla quale Marco ha avuto un terzo figlio, appena più piccolo dei due legittimi, Mario e Maria. Intrattenendo con la seconda donna e il figlio una sorta di vita familiare parallela, incapace di fermarsi, ha ferito entrambe le donne e ha illuso i vari figli di essere gli unici per lui.
Il ritorno del dolore fisico, sempre allo stesso livello del corpo, convince Marco a ricomporre i pezzi della sua vita, apparentemente segnata da una frattura che non si salda e torna tormentosamente. Egli deve ammettere che ha promesso più di quanto potesse mantenere, a se stesso, prima ancora che agli altri. Le sue idee di oggi, sul bene da cercare, sono immancabilmente velleitarie e irrealistiche. Nel peggiore dei suoi momenti, medita di cedere la fabbrica al figlio Mario, di appena 18 anni, e ritirarsi in preghiera ed espiazione.
Ma ecco che la moglie Clara, che egli forse aveva valutato affrettatamente, gli viene in soccorso facendogli capire che non le azioni, ma l'animo con cui si compiono, sono bene o non bene. Clara inoltre ha consentito che Marco compia l'affiliazione dell'altro figlio, ma non vuole affrettare l'incontro dei tre fratelli, sapendo meglio di lui quali siano i rischi dell'adolescenza.
Così Marco, rafforzato nella sua ricerca del bene e della giustizia, comprendendo che c'è ancora un lungo tragitto, decide di fare con Clara, Mario e Maria un viaggio a Lourdes, e rimembra di esserci stato con Clara all'inizio della loro unione. Qui la storia si ferma, in un clima già vicino all'intesa spirituale dei due coniugi.

## Edizioni
- R. Doni, Muro d'ombra, Milano, Rusconi, 1974.